# Green River (álbum)
Green River es el tercer álbum de estudio de la banda de rock Creedence Clearwater Revival, lanzado al mercado por Fantasy Records el 3 de agosto de 1969. En 2003, Green River fue emplazado en el puesto 95 de la lista de los 500 mejores álbumes de todos los tiempos elaborada por la revista musical Rolling Stone.
La canción "Lodi" fue titulada en honor de la ciudad de Lodi, California. John Fogerty nunca había visitado la ciudad, aunque, según sus propias declaraciones, tomó el nombre por ser el "que mejor sonaba".

## Lista de canciones
Todos los temas compuestos por John Fogerty excepto donde se anota.

### Cara A
1. "Green River" – 2:37
2. "Commotion" – 2:43
3. "Tombstone Shadow" – 3:41
4. "Wrote a Song for Everyone" – 5:00

### Cara B
1. "Bad Moon Rising" – 2:20
  - Grabado en marzo de 1969
2. "Lodi" – 3:13
  - Grabado en marzo de 1969
3. "Cross-Tie Walker" – 3:21
4. "Sinister Purpose" – 3:23
5. "The Night Time Is the Right Time" (Napoleon "Nappy" Brown/Ozzie Cadena/Lew Herman) – 3:10

Temas extra de la edición de 2008
1. "Broken Spoke Shuffle" - 2:40
2. "Glory Be" - 2:50
3. "Bad Moon Rising" (Live in Berlin, 9/16/71) - 2:07
4. "Green River/Susie Q" (Live in Stockholm, 9/21/71) - 4:28
5. "Lodi" (Live in Hamburg, 9/17/71) - 3:19

## Personal

### Creedence Clearwater Revival
- Doug Clifford: batería
- Stu Cook: bajo
- John Fogerty: guitarra y voz
- Tom Fogerty: guitarra rítmica y coros

### Producción
- John Fogerty: productor
- Russ Gary: ingeniero de grabación
- Tamaki Beck: supervisor de masterización
- Kevin Gray, Steve Hoffman: masterización
- Basul Parik: fotografía

## Listas de éxitos

### Álbum
| Año  | Lista           | Posición |
| ---- | --------------- | -------- |
| 1969 | Black Albums    | 26       |
| 1969 | Pop Albums      | 1        |
| 1970 | UK Album Charts | 20       |

### Sencillos
| Año  | Sencillo        | Posición    | Posición  |
| Año  | Sencillo        | Pop Singles | UK Top 40 |
| ---- | --------------- | ----------- | --------- |
| 1969 | Bad Moon Rising | 2           | 1         |
| 1969 | "Commotion"     | 30          |           |
| 1969 | "Green River"   | 2           | 19        |
| 1969 | "Lodi"          | 52          |           |